# Melanitis taitensis
Melanitis taitensis är en fjärilsart som beskrevs av Felder 1862. Melanitis taitensis ingår i släktet Melanitis och familjen praktfjärilar. Inga underarter finns listade i Catalogue of Life.